# TVP Sport
TVP Sport es un canal de televisión público de Polonia, perteneciente a TVP. Se trata de un canal especializado en programación deportiva.

## Historia
La idea de crear un canal deportivo en la televisión pública polaca surgió en diciembre de 2004. El 26 de diciembre de 2005, el Consejo de Administración de TVP SA aprobó el proyecto del canal, y el 29 de diciembre de 2005, el Consejo de Supervisión de TVP SA lo aprobó . Inicialmente, su lanzamiento estaba previsto para septiembre u octubre de 2006, pero por diversas razones, esta fecha se pospuso.
El 14 de junio de 2006, la estación recibió una licencia del Consejo Nacional de Radiodifusión para transmitir en toda Polonia, por lo que en agosto de 2006 se finalizó el equipo editorial final y comenzó la creación de la parrilla y los primeros programas.
El canal inició emisiones el 18 de noviembre de 2006, siendo el primer canal encriptado de TVP.
El 1 de enero de 2010, la emisora cambió su diseño gráfico y logotipo y comenzó a emitir en formato 16:9. Desde el 12 de enero de 2014, el canal emite en HD. Ese mismo día, TVP Sport cambió su logotipo.
Desde el 7 de junio de 2018, está disponible gratuitamente en televisión digital terrestre. El 11 de junio de 2021, el canal adoptó su actual imagen corporativa.

## Programación
- Sportowy wieczór
- Piłkarski 4-4-2
- GOL
- Odliczanie do EURO
- Retro TVP Sport
- Ring TVP Sport
- Stan Futbolu
- Pełnosprawni
- Juegos Olímpicos
- Juegos Olímpicos de Invierno
- Copa Mundial de Fútbol
- Eurocopa
- Campeonato Mundial de Atletismo
- Campeonato Europeo de Atletismo
- Liga de Campeones de la UEFA
- Liga Europa de la UEFA
- Liga Conferencia de la UEFA
- Ekstraklasa
- Liga de Polonia de balonmano
- Tour de Polonia
- National Hockey League
- Juegos Paralímpicos

## Imagen corporativa

2006 - 2009
2010 - 2014
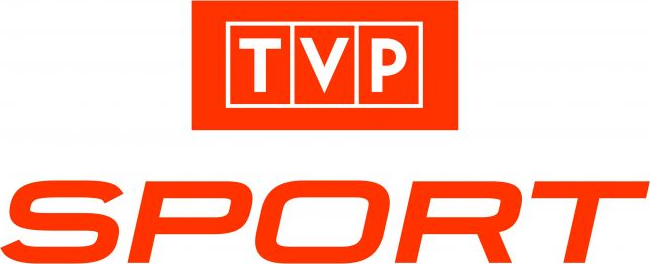
2014 - 2021
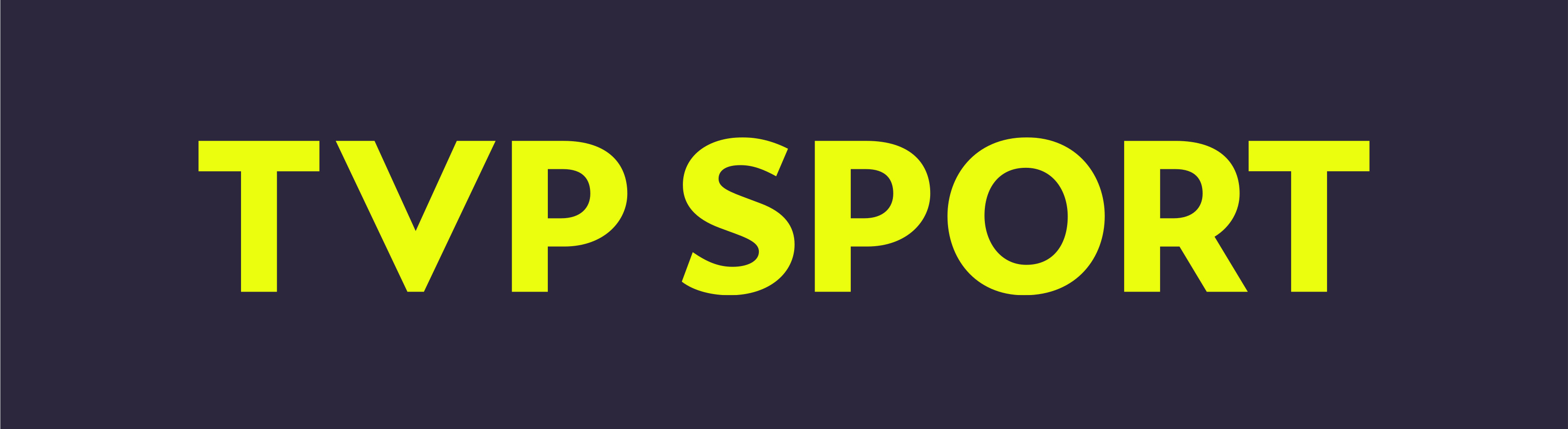
Desde 2021